# Sabercats de Tacoma
Les Sabercats de Tacoma sont une franchise professionnelle de hockey sur glace ayant joué dans la West Coast Hockey League basé à Tacoma, situé dans l'État de Washington aux États-Unis.

## Histoire
L'équipe débute dans la West Coast Hockey League en 1997. Les Sabercats parviennent à se rendre en finale de la Coupe Taylor à ses trois premières saisons et remportent le trophée en 1999 après avoir vaincu les champions en titre de la WCHL, les Gulls de San Diego. Après avoir joué cinq saisons, l'équipe met fin à ses activités au terme de la saison 2001-2002.

## Bilan
| Saison    | PJ | V  | D  | DTB | BP  | BC  | Pts | Classement                    | Séries éliminatoires                                                                               |
| --------- | -- | -- | -- | --- | --- | --- | --- | ----------------------------- | -------------------------------------------------------------------------------------------------- |
| 1997-1998 | 64 | 42 | 19 | 3   | 300 | 214 | 87  | 1re place de la division Nord | 3-0 Rage de Reno 4-0 Aces d'Anchorage 1-4 Gulls de San Diego                                       |
| 1998-1999 | 70 | 44 | 18 | 8   | 278 | 234 | 96  | 1re place de la division Nord | 2-0 Steelheads de l'Idaho 3-0 Aces d'Anchorage 4-2 Gulls de San Diego Champions de la Coupe Taylor |
| 1999-2000 | 72 | 51 | 12 | 9   | 297 | 193 | 111 | 1re place de la division Nord | 3-0 Steelheads de l'Idaho 3-0 Gold Kings du Colorado 0-4 Mustangs de Phoenix                       |
| 2000-2001 | 72 | 31 | 35 | 6   | 236 | 247 | 68  | 3e place de la division Nord  | 2-3 Gold Kings du Colorado                                                                         |
| 2001-2002 | 72 | 30 | 36 | 6   | 211 | 249 | 66  | 3e place de la division Nord  | 3-2 Gold Kings du Colorado 2-3 Steelheads de l'Idaho                                               |